# サンタゴスティーノ
サンタゴスティーノ（伊: Sant'Agostino）は、イタリア共和国エミリア＝ロマーニャ州フェラーラ県テッレ・デル・レーノに属する分離集落（フラツィオーネ）。
かつては独立したコムーネであったが、2017年1月1日にミラベッロと合併して新自治体の一部となった。

## 名称
地元の言葉では以下のように呼ばれる。
- エミリア・ロマーニャ語フェラーラ方言 (it)  : Sant'Agustin
- エミリア・ロマーニャ語ボローニャ方言 (it)  : Sant'Agstèin

## 地理

### 位置・広がり
フェラーラ県西部に位置する。県都フェラーラから西南西へ約19km、チェントから北東へ約10km、ミランドラから南南東へ約28km、ボローニャから北へ約33kmの距離にある。

#### 隣接コムーネ
コムーネとしてのサンタゴスティーノは、以下のコムーネと隣接していた。BOはボローニャ県所属を示す。
- ボンデーノ - 北
- ミラベッロ - 北東
- ポッジョ・レナーティコ - 東
- ガッリエーラ (BO) - 南
- ピエーヴェ・ディ・チェント (BO) - 南
- チェント - 南西

### 市街・集落
サンタゴスティーノの市街は、ボローニャ県との県境となっているレーノ川の左岸（北岸）に立地する。アペニン山脈に源を発し、ボローニャ郊外やチェントを経て西南から北東へ流れてきたレーノ川は、サンタゴスティーノの集落の南で南東へと方向を変え、アドリア海に向かう。この屈曲点からは「カーヴォ・ナポレオニコ」 (it:Cavo Napoleonico) あるいはレーノ運河と呼ばれる運河が分かれており、北東へ18km先のポー川とを結んでいる。またサンタゴスティーノは、アドリア海沿岸のリミニ付近まで約133kmにわたって延びているエミリア・ロマーニャ運河 (it:Canale Emiliano Romagnolo) の起点でもある。
レーノ川の北岸には、自然保護区に指定されているパンフィリアの森 (it:Bosco della Panfilia) がある。

## 歴史
2012年5月20日、この町の付近を震源としてイタリア北部地震が発生した。サンタゴスティーノでは工場が倒壊し、死傷者を出した。

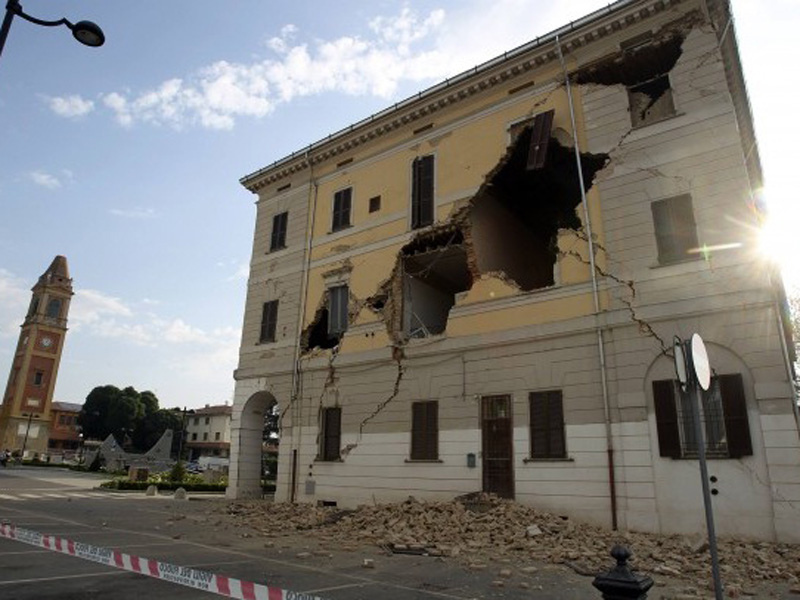
イタリア北部地震により損壊した建物（2012年5月25日撮影）

## 産業・経済
サンタゴスティーノには古くからの企業がいくつかある。Tassinari bilance社は、1910年創業の医療用計量器具メーカーである。

## 文化
フェラーラ県所属のフラツィオーネではあるが、隣接するチェントとともに、文化的にはボローニャとの結びつきが強い。